# SMEG
Smalterie Metallurgiche Emiliane Guastalla (SMEG) is een Italiaanse fabrikant, die vooral bekend is als fabrikant van huishoudelijke apparatuur. Het familiebedrijf is opgericht door Vittorio Bertazzoni. Roberto Bertazzoni, zoon van Vittorio, was verantwoordelijk voor de internationale uitbreiding. Anno 2021 wordt het bedrijf bestuurd door de derde generatie, de kleinzoon van Vittorio, die dezelfde naam draagt.
In 2020 was SMEG actief met 19 lokale vestigingen in: Frankrijk, Verenigd Koninkrijk, België, Spanje, Duitsland, Nederland, Scandinavië, Portugal, Verenigde Staten van Amerika, Rusland, Zuid-Afrika, Australië, Oekraïne, Kazachstan, Polen, Mexico, Hong Kong, Singapore en China. Buiten deze vestigingen om wordt er gewerkt met verschillende distributeurs.

## Geschiedenis
Het Italiaanse bedrijf van Vittorio Bertazzoni in Guastalla begon in 1948 als een emailleer- en metaalbewerkingsbedrijf. In de loop der tijd is het bedrijf uitgegroeid tot een producent van verschillende huishoudelijke apparaten. Al in de jaren '50 is SMEG naast het metaalbewerken aan de slag gegaan met de productie van de eerste fornuizen. In 1956 is het "Elisabeth" fornuis uitgebracht, een van de eerste fornuizen voorzien van automatische ontsteking, veiligheidsventielen in de oven en een ingebouwde kookwekker. 
Gedurende de jaren '60 is er uitgebreid in de wasmachine- en afwasmachinecategorie. Dit heeft in 1970 geresulteerd tot de introductie van de "Niagara" afwasmachine die op dat moment de eerste afwasmachine was die plek had voor 14 couverts. In 1971 werd voor het eerst begonnen met inbouwkeukenapparatuur, zoals inbouwkookplaten en -ovens. Gedurende deze periode begon SMEG ook voor het eerst samenwerkingen aan te gaan met verschillende architecten en ontwerpers zoals Franco Maria Ricci, Guido Canali, Mario Bellini, Renzo Piano en Marc Newson. Franco Maria Ricci was in 1977 verantwoordelijk voor het huidige SMEG-logo.
In de jaren '90 werd het assortiment verder aangevuld met spoelbakken, afzuigkappen, professionele keukenapparatuur, desinfectie-apparatuur, medische koelkasten en vriezers. Daarnaast zijn de beroemde jaren '50-achtige "FAB" retrokoelkasten ook in deze periode bedacht en op de markt gebracht. Door de jaren heen werd steeds vaker samengewerkt met verschillende kunstenaars en merken uit andere sectoren zoals: Veuve Cliquot, Mini, Coca Cola, Disney, Swarowski, Italian Independent en FIAT.
De eerste stappen in klein huishoudelijke apparatuur werden gezet in 2014, met de lancering van een collectie apparaten ontworpen door Matteo Bazzicalupo en Raffaella Mangiarotti van Deepdesign Studio.
De samenwerking met andere merken werd voortgezet met het Italiaanse modehuis Dolce & Gabbana in 2016. In dit jaar werd het eerste "Frigoriferi d'Arte"-project begonnen. Hierin werden 100 FAB-koelkasten door Siciliaanse artiesten met de hand beschilderd.
In 2019 heeft SMEG La Pavoni overgenomen, een klassieke fabrikant van koffiemachines gevestigd in San Giuliano Milanese.

## Hoofdkantoor
Het door Guido Canali ontworpen hoofdkantoor is onderdeel van een park dat 380.000 m2 beslaat. Hiervan is 75% ontworpen om bevolkt te worden door inheemse diersoorten. Het gehele project werd meermaals bekroond
- 2007: Domotic prijs voor duurzame ontwikkeling
- 2008: Dedalo en Minosse prijs voor architectuur
- 2012: Eervolle vermelding van de gouden medaille voor Italiaanse architectuur op de Triënnale van Milaan en presentatie van het project in het Italiaanse paviljoen op de 13e Internationale Architectuurtentoonstelling gedurende de Biënnale van Venetië

## Productielocaties
De productie van huishoudelijke apparatuur vindt voornamelijk plaats in vier fabrieken in Italië, die elk hun eigen specialisatie hebben.
- Guastalla
- Bonferraro
- Chieti
- San Giuliano Milanese

## Samenwerkingen
Sinds vele jaren werkt SMEG samen met verschillende kunstenaars, architecten en bedrijven uit andere branches.
- 2012: FAB28 koelkast gehuld in jeans in samenwerking met Italian Independent.
- 2013: Creatie van de SMEG500 koelkast in samenwerking met FIAT.
- 2016: Begin van de samenwerking tussen Dolce & Gabbana en SMEG met het "Frigoriferi d'Arte" project. Hierbij zijn er 100 FAB koelkasten met de hand en uniek beschilderd door Siciliaanse artiesten.
- 2017: Voortzetting van de samenwerking tussen D&G en SMEG in de vorm van een reeks klein huishoudelijke producten onder de projectnaam "Sicily is my love".
- 2018: Vanwege de 90e verjaardag van Mickey Mouse worden er met Disney 90 unieke FAB28 koelkasten ontworpen. Elke koelkast staat voor 1 jaar sinds het debuut van Mickey Mouse.
- 2019: "Divina Cucina" is het derde project wat samen met D&G wordt opgepakt en bestaat uit een reeks keukenapparatuur met unieke designs
- 2020: Snoopy bestaat 70 jaar en in het kader hiervan worden er 70 FAB10 koelkasten uitgebracht met tekeningen van de artiest Charles Schulz